# قسم نوجين الريفي (مقاطعة فراشبند)
قسم نوجين الريفي (بالفارسية: دهستان نوجین) هي منطقة سكنية تقع في قسم في إيران. يقدر عدد سكانها بـ 3,843 نسمة .